# داريو أورتيز (رسام)
داريو أورتيز (بالإسبانية: Darío Ortiz Robledo)‏ هو رسام كولومبي، ولد في 12 سبتمبر 1968 في إيباغيه في كولومبيا.